# Geschichtsethik
Unter Geschichtsethik versteht man ein Teilgebiet der angewandten Ethik, das sich mit Problemen zum moralisch richtigen Umgang mit Geschichte oder Geschichtswissenschaft und ihren Methoden beschäftigt. Damit zusammenhängend sucht Geschichtsethik nach Antworten auf die Frage, inwieweit Beschäftigung mit Geschichte überhaupt ein moralisches Thema ist. Allgemein lässt sich der Begriff der Geschichtsethik wie folgt definieren:
„Geschichtsethik beschreibt und begründet Werte und Normen, die im Zusammenhang mit historischer Forschung, der Aufbereitung ihrer Ergebnisse und ihrer Rezeption auftreten.“
Geschichtsethik begründet auch die Beschäftigung mit Geschichte: Verschiedene, theoretische Geschichtsbilder bzw. -theorien weisen dem Menschen unterschiedliche Standpunkte in der Geschichte zu (z. B. als passives Objekt oder aktives Subjekt).
Der Umgang mit historischen Stoffen (Quellen, Überreste) kann aus geschichtsethischer Sicht verantwortungsbewusst, zweifelhaft oder sehr kritisch erfolgen, etwa im Falle Heinrich Schliemanns.
Häufig schwierig gestaltet sich die Intention von Beschäftigung mit Geschichte. Soll z. B. in Schulen Geschichte als Mittel zur Legenden- oder Nationenbildung (Gründungsmythen) benutzt werden, liegt eine Verletzung redlicher, geschichtsethischer Prinzipien vor. In diesen Bereich gehört auch das Problem der sogenannten commitments: Jede Person, die sich mit Geschichte beschäftigt, tut dieses unter bestimmten persönlichen oder kulturellen Voraussetzungen, die zu mehr oder weniger starken, mitunter gefährlichen Vor-Interpretationen und Deutungsverzerrungen führen.
Geschichtsethik beschäftigt auch mit verschiedenen Verantwortungsfeldern von Historikern (z. B. in der Bildung und Fachdidaktik: kritisch-konstruktiv auf die Gestaltung von Bildungsplänen oder Ausbildungsstandards einzuwirken; auch unangenehme, z. B. an Nationalmythen rüttelnde Fragen aufzuwerfen).
Schließlich kann auch mit Geschichte an sich oder ihrer Rezeption ethisch verantwortungsvoll oder auch unangemessen umgegangen werden – etwa dann, wenn der Verdacht besteht, dass Geschichte instrumentalisiert wird (z. B. Paulskirchen-Rede Martin Walsers).